# Jean-Baptiste Campenon
Pour les articles homonymes, voir Campenon.
Jean Baptiste Marie Édouard Campenon, né le 4 mai 1819 à Tonnerre dans le département de l'Yonne et mort le 16 mars 1891 à Neuilly-sur-Seine, est un général de division et ministre de la Guerre français, grand-croix de la Légion d'honneur et médaillé militaire.

## Biographie

### Famille et formation
Jean-Baptiste Campenon est né le  4 mai 1819 à Tonnerre. Il est le fils de François Marie Edme Campenon, propriétaire, et de Catherine Suzanne Euphrasie Cottin, famille de la petite bourgeoisie. Il s'engage comme simple soldat en novembre 1837 puis entre en 1839 à l'École spéciale militaire de Saint-Cyr, d'où il sort cinquième en octobre 1840. Sous-lieutenant, il entre en janvier 1840, à l'École d'application de l'état-major, dont il sort lieutenant en 1843. Dans son dossier militaire, ses supérieurs jugent qu'il est « bel homme », l'apparence physique étant alors jugée importante parmi les officiers.

### Carrière militaire

#### Officier républicain
À l'issue de ses stages dans l'infanterie puis dans la cavalerie, il est promu capitaine en août 1846 et est affecté à l'état-major de la 16e division militaire. Il est en 1848 aide de camp du général Golstheim puis du général Élie-Frédéric Forey, à Paris. Dénoncé par le général Changarnier pour ses idées républicaines avancées, il est muté à Rodez comme aide de camp du général de Gouvenain.
Accusé de voies de fait sur une jeune femme, il est mis en disponibilité en juin 1850 et assigné à résidence à Tonnerre. Cette sanction est le fait de la Deuxième République conservatrice et non du pouvoir bonapartiste.

#### Officier du Second Empire
Réintégré dans l'armée en 1852, après le coup d'État du 2 décembre 1851, il est envoyé à Tunis diriger l'École militaire du Bardo, ce qui lui permet de s'initier à l'arabe. Pendant la guerre de Crimée, il est nommé à l'État-major général pour participer à l'organisation des Bachi-bouzouks. Cité à l'ordre de l'armée d'Orient pour ses faits d'armes, il est fait chevalier de la Légion d'honneur en 1855. 
Après la guerre de Crimée, il est envoyé en Algérie puis participe à la campagne d'Italie. Après la bataille de Magenta, il est promu chef d’escadron puis passe sous-chef d’état-major du corps d’armée commandé par le général Mac-Mahon.
En 1860, il participe à l'expédition de Chine dans l’État-major du général  de Montauban. Il est promu lieutenant-colonel et, en février 1861, il est fait officier de la Légion d’honneur. De retour en France en septembre 1861, il devient chef d’état-major de la 3e division d’infanterie du 11e corps d’armée. En février 1862, nommé chef de la mission militaire envoyé par le gouvernement français auprès du bey de Tunis, chargé de le conseiller sur l’organisation de son armée. L'enjeu véritable est d'assurer une présence française face aux agents anglais.
En janvier 1865, il rentre en France et est nommé chef d’état-major de la 10e division militaire puis affecté à l’État-major de la division de cavalerie du 11e corps d’armée en août 1867. Le 16 juillet 1870, il est nommé colonel et devient chef d’état-major à la division de cavalerie du 4e corps d'armée de l’armée du Rhin, commandée par le général Legrand. Il est blessé lors la bataille de Gravelotte, puis rejoint Metz où il est fait prisonnier, comme l'ensemble de l'armée de Bazaine, le 29 octobre après la capitulation de la ville.

#### Général de la Troisième République
Libéré le 20 mars 1871, il reste en disponibilité jusqu’en août 1871 où il est nommé nommé chef d’état-major de la 3e division militaire. Promu commandeur de la Légion d’honneur en novembre 1872, il est nommé sous-chef d’état-major général du 1er corps d’armée en novembre 1873 puis chef d’état-major de ce corps en mars 1875. Il est promu général de brigade en novembre et est affecté à la première section de l’État-major général.
En octobre 1879, il est promu général de division par les Républicains et en mai 1880, il reçoit le commandement de la 5e division d’infanterie à Paris. Il devient ensuite inspecteur général des armées et entre dans le cadre de réserve le 4 mai 1884.

### Ministre de la Guerre

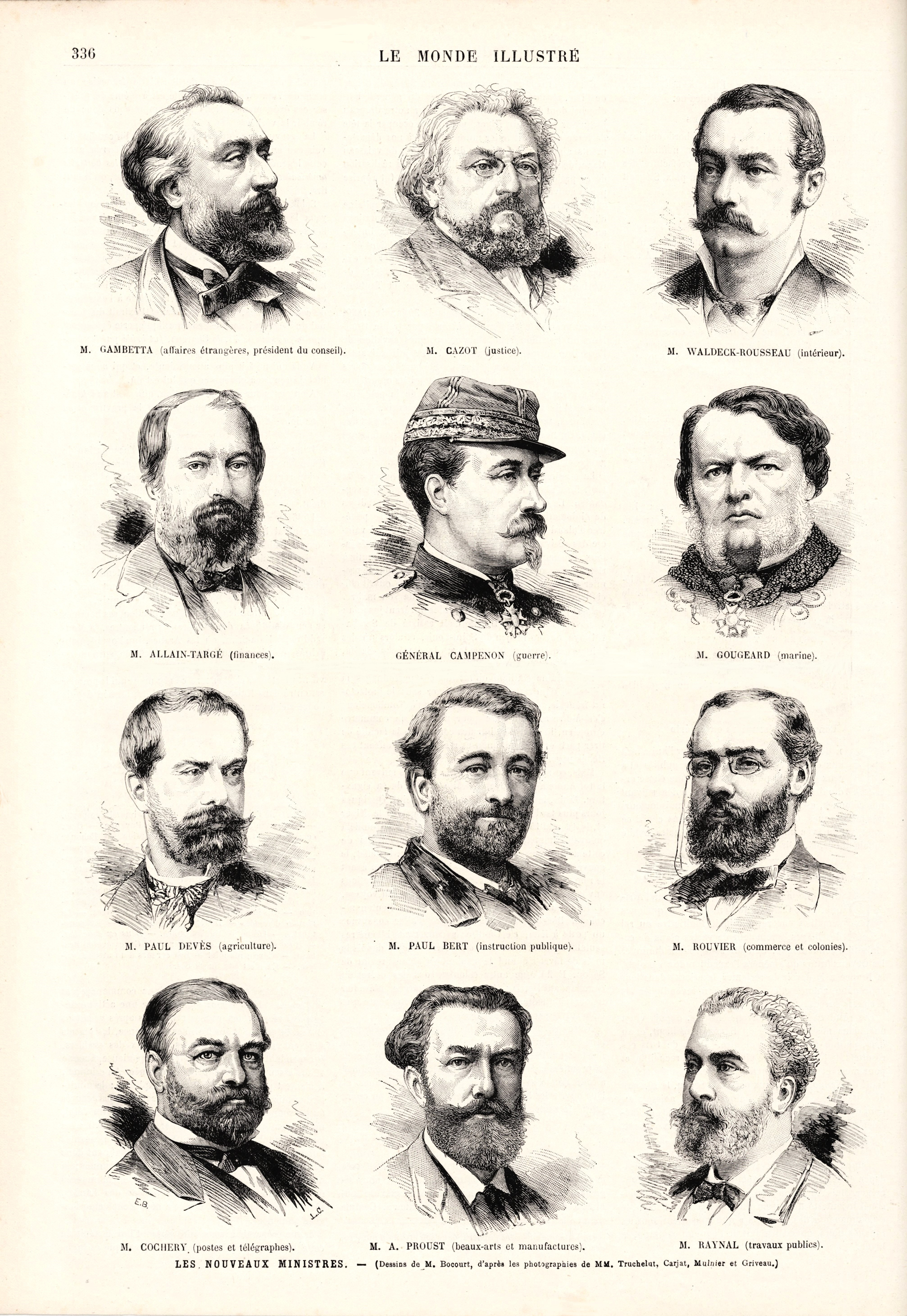
Le gouvernement Léon Gambetta (14 novembre 1881-26 janvier 1882), Le Monde illustré, 26 novembre 1881.

Léon Gambetta le nomme ministre de la Guerre le 14 novembre 1881 de son gouvernement. Campenon réprouve l'expédition français en Tunisie, qu'il connaît bien, parce qu'il est partisan de la confier à l'Italie. Il pense à une union latine constituée contre l'Allemagne, avec pour conséquence un partage de l'Afrique du Nord, le Maroc à l'Espagne, l'Algérie à la France et la Tunisie à l'Italie.
Il entre ensuite dans le gouvernement de Jules Ferry comme ministre de la Guerre, en octobre 1883. Il organise alors l'expédition du Tonkin. En avril, mai et juin 1884, il se prononce nettement, à la Chambre des députés pour un service militaire d'une durée de trois ans, sans exception. Il fait voter l'inéligibilité au Sénat des militaires en activité, ce qui est le cas depuis 1875 à la Chambre des députés, au nom de la neutralité de l'armée.
Entré en conflit avec Jules Ferry, il démissionne le 3 janvier 1885. Il est alors élevé à la dignité de grand-croix de la Légion d'honneur.
En 1885, il est une troisième fois ministre de la Guerre dans le cabinet Brisson du 6 avril au 28 décembre, date de la chute de ce gouvernement.

### Sénateur inamovible
Alors qu'il est ministre de la Guerre, il est élu sénateur inamovible le 8 décembre 1883. Il siège dans le groupe de l'Union républicaine. Il reçoit la médaille militaire le 8 juillet 1887. En 1888, il est le rapporteur de la loi militaire qu'il a préparé comme ministre. En 1889, il manifeste une grande hostilité face au boulangisme. Resté célibataire, il meurt le 16 mars 1891 à Neuilly-sur-Seine. Il est enterré civilement, ce qui est sévèrement jugé dans le journal La Croix. 
Il est inhumé dans le cimetière Saint-Pierre de Tonnerre.

## Publications
Pour certains, c'est en 1850, alors qu'il est officier de l'armée française en poste à Lyon, qu'il traduit secrètement, sous le nom de Baron R..., « Le Jardin parfumé », ouvrage également connu sous le nom de « La Prairie parfumée ». Il attendra 1876 pour publier sa traduction.
Mais pour d'autres, c'est devant Sébastopol qu'il commence cette traduction qu'il ne terminera jamais.

## Décorations
- Médaille militaire (8 juillet 1887)[5]
- Grand-croix de la Légion d'honneur (2 janvier 1885)[11],[5]
  - Grand officier le 7 février 1882[11]
  - Commandeur le 20 novembre 1872[11],[5].
  - Officier le 19 février 1861[11],[4].
  - Chevalier le 17 avril 1855[11],[4].